# Štore község
Štore község (szlovén nyelven Občina Štore) Szlovénia 212 alapfokú közigazgatási egységének, azaz községének egyike a Savinjska statisztikai régióban. Adminisztratív központja Štore település. A községet 1994-ben hozták létre. A történelmi szlovén Stájerország (Štajersko) régió része. 

## A községhez tartozó települések
A községhez Štore székhelyen kívül a következő települések tartoznak:
- Draga
- Javornik
- Kanjuce
- Kompole
- Laška Vas pri Štorah
- Ogorevc
- Pečovje
- Prožinska Vas
- Šentjanž nad Štorami
- Svetina
- Svetli Dol

## Népesség
| Lakosok száma | 4163 | 4283 | 4261 | 4295 | 4286 | 4237 | 4229 | 4256 | 4576 | 4511 |
|               | 2008 | 2009 | 2011 | 2012 | 2013 | 2015 | 2016 | 2017 | 2019 | 2020 |